# Montes de Galicia

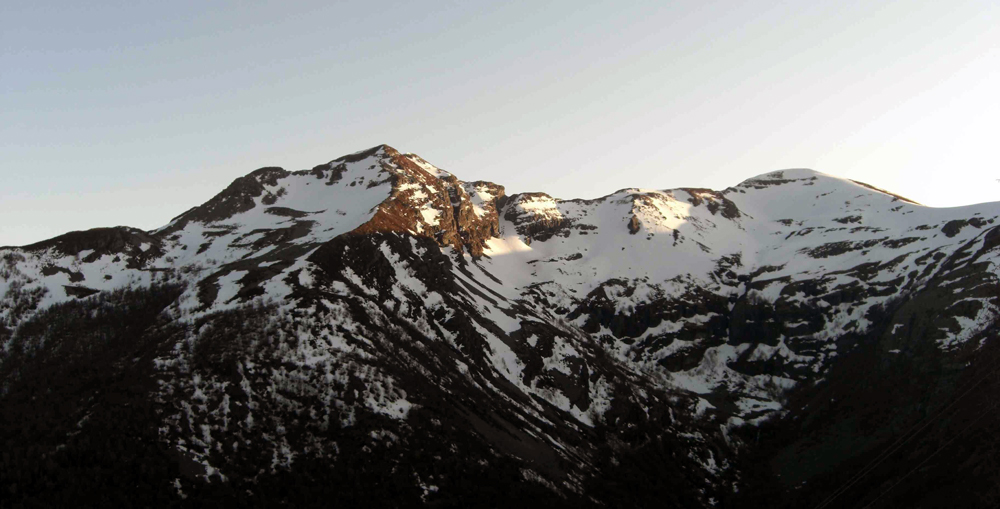
El Mustallar (1924 m).

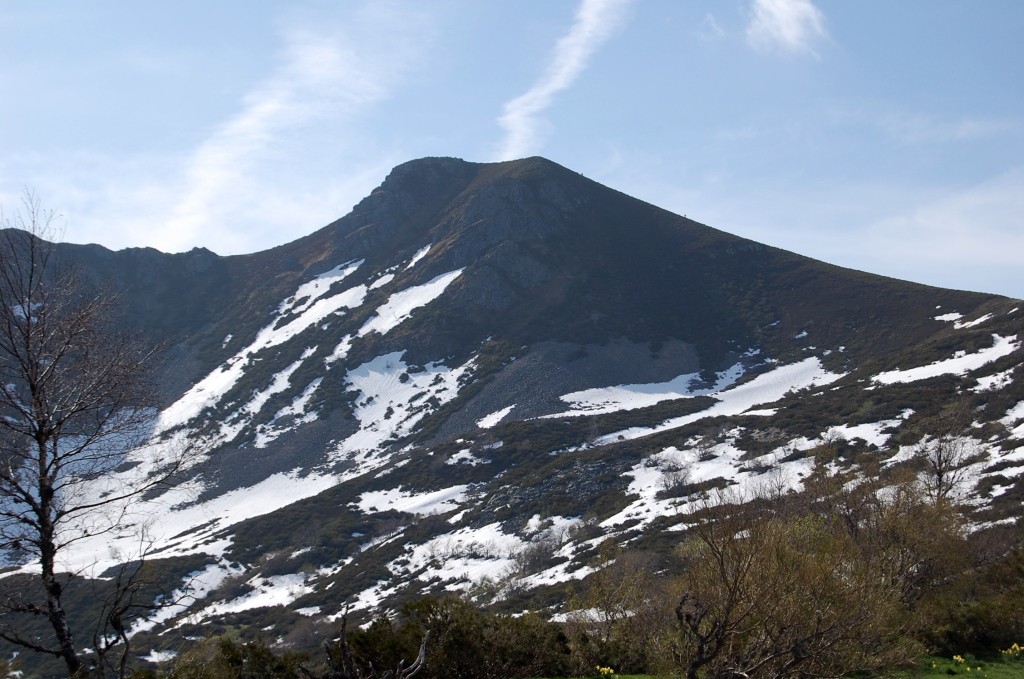
Tres Obispos (1795 m).

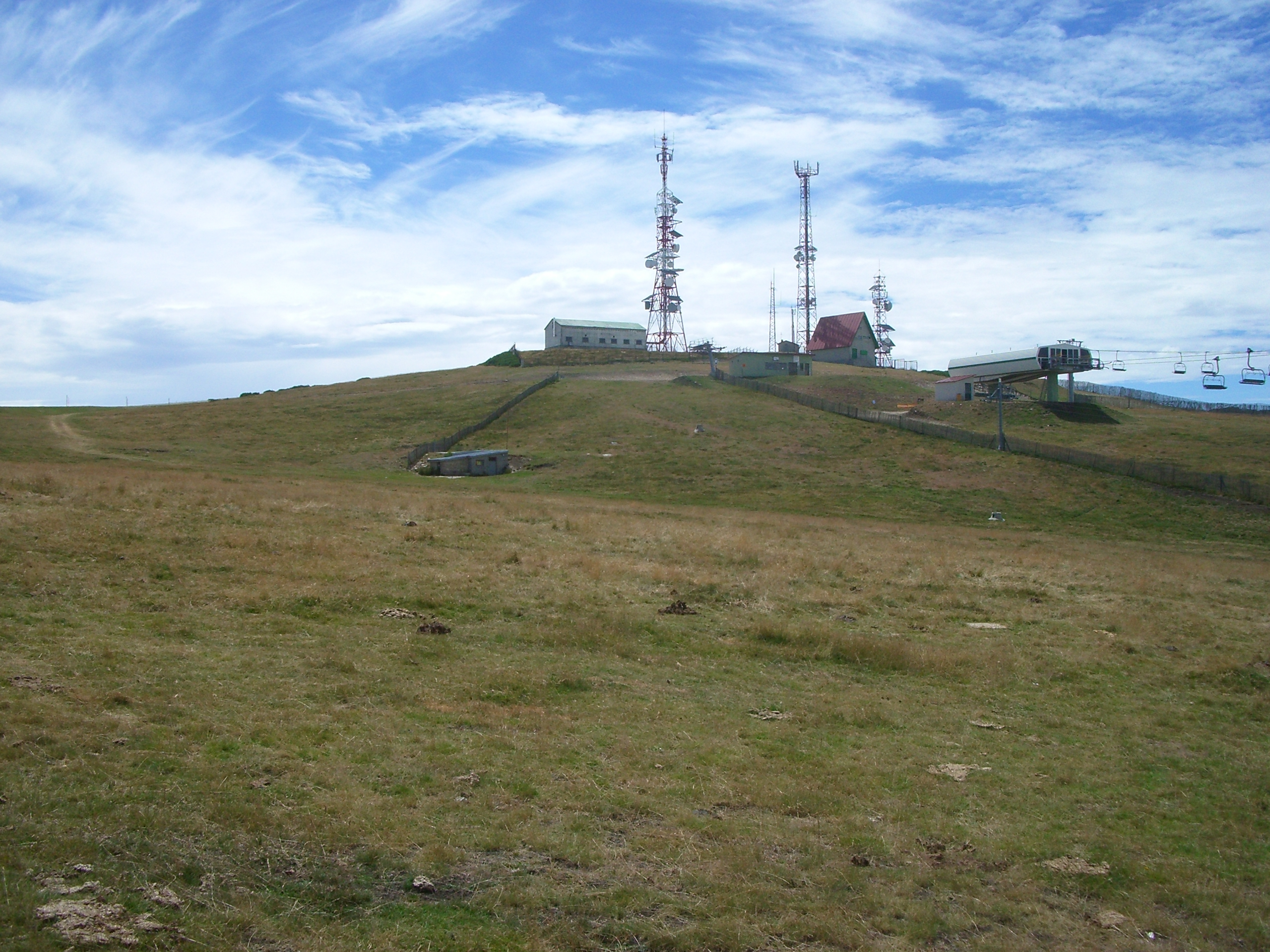
Cabeza de Manzaneda (1778 m).

Los montes de Galicia son unos de los lugares más referenciales de Galicia, dado que el relieve gallego es muy accidentado y casi todos los municipios poseen una colina, una peña, o una montaña emblemáticas. En la tradición oral de leyendas e historias los montes gallegos tienen gran importancia.
Hace falta tener presente que la cuarta parte del territorio gallego, es decir, más de 700 000 hectáreas, corresponde a monte vecinal en mancomún, gestionada por 2800 comunidades de montes. Esto no sólo pone de relieve la importancia de esta figura como señal de identidad y cultura del país, sino también como un claro indicador económico y productivo.
| Nombre                           | Comarca                                             | Sierra                                      | Altitud |
| -------------------------------- | --------------------------------------------------- | ------------------------------------------- | ------- |
| Peña Trevinca                    | Valdeorras                                          | Sierra del Eje                              | 2127 m  |
| Peña Negra                       | Valdeorras                                          | Sierra del Eje                              | 2121 m  |
| Peña Surbia                      | Valdeorras                                          | Sierra del Eje                              | 2116 m  |
| Alto Ladeira de la Medias        | Valdeorras                                          | Sierra del Eje                              | 2066 m  |
| El Xubial                        | Valdeorras                                          | Sierra del Eje                              | 2053 m  |
| Peña Trevinca Norte              | Valdeorras                                          | Sierra del Eje                              | 2041 m  |
| Cota 2002                        | Valdeorras                                          | Sierra del Eje                              | 2032 m  |
| Cuíña                            |                                                     | Sierra de Ancares                           | 1987 m  |
| Mustallar                        | Los Ancares                                         | Sierra de Ancares                           | 1935 m  |
| Maluro                           |                                                     | Sierra del Eje                              | 1931 m  |
| Lagos                            |                                                     | Sierra de Ancares                           | 1867 m  |
| Corno Maldito                    |                                                     | Sierra de Ancares                           | 1849 m  |
| Penarrubia                       |                                                     | Sierra de Ancares                           | 1822 m  |
| Tres Bispos                      |                                                     | Sierra de Ancares                           | 1795 m  |
| Cabeza de Manzaneda              | Tierra de Trives                                    | Sierra de Queija                            | 1781 m  |
| Os Tolleiros                     |                                                     | Sierra de Queija                            | 1734 m  |
| Fonte del Santo                  |                                                     | Sierra de San Mamede                        | 1618 m  |
| El Sistil Branco                 |                                                     | Sierra de Queija                            | 1707 m  |
| Seixo                            | Tierra de Trives                                    | Sierra del Fial de las Corzas / Invernadero | 1705 m  |
| Formigueiros                     |                                                     | Sierra del Caurel                           | 1639 m  |
| Piapaxaro                        |                                                     | Sierra del Caurel                           | 1619 m  |
| Monte Faro                       |                                                     | Sierra del Caurel                           | 1615 m  |
| El Turrieiro                     | Valdeorras                                          | Sierra de la Enciña de la Lastra            | 1612 m  |
| Alto de la Devesa                |                                                     | Sierra del Caurel                           | 1603 m  |
| Cabeza de la Veiga del Fial      |                                                     | Sierra del Fial de las Corzas               | 1552 m  |
| Reiteixido                       | Valdeorras                                          | Sierra de la Enciña de la Lastra            | 1540 m  |
| A Nevosa                         | La Baja Limia                                       | Sierra de Gerez                             | 1539 m  |
| El Piornal                       |                                                     | Sierra de la Enciña de la Lastra            | 1528 m  |
| Meda                             | [[Comarca de Tierra de Caldelas\|Tierra de Caldelas | [Sierra de San mamede]]                     | 1316 m  |
| Penagache                        | Tierra de Celanova                                  | Sierra de Laboreiro                         | 1225 m  |
| Monte Faro                       | Chantada / El Deza                                  | Sierra del Faro                             | 1187 m  |
| Alto de la Veneira               | Tierra de Lemos / Sarria                            | Sierra del Caurel                           | 1164 m  |
| Faro de Avión                    |                                                     | Sierra del Suído                            | 1154 m  |
| Pico de los Cuatro Caballeros    | Tierra de Lemos/ Sarria / Quiroga                   | Sierra del Caurel                           | 1131 m  |
| Monte Loureiro                   |                                                     | Sierra del Faro                             | 1076 m  |
| El Suído                         |                                                     | Sierra del Suído                            | 1060 m  |
| El Cadramón                      |                                                     | Sierra del Gistral                          | 1056 m  |
| Peñas de Pasadama                |                                                     | Fonsagrada                                  | 1049 m  |
| El Gistral                       |                                                     | Sierra del Gistral                          | 1032 m  |
| Monte Pradairo                   |                                                     | Lugo                                        | 1029 m  |
| Coto de la Puza                  |                                                     | Sierra del Suído                            | 1027 m  |
| Penedo de los Tres Reinos        | Viana                                               | Sierra de Marabón                           | 1025 m  |
| Alto de San Bieito               | El Deza / Tabeirós - Tierra de Montes               | Sierra del Candán                           | 1015 m  |
| Lombo Pequeno                    | Tierra Llana                                        | Sierra del Gistral                          | 1015 m  |
| Uceiro                           | El Deza / Tabeirós - Tierra de Montes               | Montes del Testeiro                         | 1003 m  |
| Peña Pixín                       | El Deza / Tabeirós - Tierra de Montes               | Montes del Testeiro                         | 988 m   |
| Monte Coco                       | El Deza / Tabeirós - Tierra de Montes               | Sierra del Candán                           | 969 m   |
| Paradanta                        | Paradanta                                           | Montes de la Paradanta                      | 954 m   |
| Monte Farelo                     | El Deza / Ulloa                                     | Sierra del Farelo                           | 951 m   |
| Coto de la Moura                 |                                                     | Tierra de Celanova                          | 944 m   |
| Peña Grande                      |                                                     | Meira                                       | 935 m   |
| Monseivane                       | Tierra Llana                                        | Sierra de la Carba                          | 929 m   |
| Mioteira                         | Tierra de Lemos                                     | Sierra del Caurel                           | 871 m   |
| El Candán                        |                                                     | Sierra del Candán                           | 845 m   |
| Monte de la Cova de la Serpe     | Tierra Llana / Lugo / Tierra de Mellid              | Sierra de la Cova de la Serpe               | 841 m   |
| El Home Grande (Peñido)          | Tierra de Lemos                                     | Sierra del Caurel                           | 824 m   |
| Coto del Pilar                   | Montes del Bocelo                                   | Tierra de Mellid                            | 811 m   |
| El Careón                        |                                                     | Sierra del Careón                           | 798 m   |
| El Home Pequeno                  | Tierra de Lemos                                     | Sierra del Caurel                           | 784 m   |
| Monte Caxado                     | O Eume                                              | Sierra de la Faladoira                      | 756 m   |
| El Galleiro                      | Val de la Louriña                                   | Sierra de El Galleiro                       | 749 m   |
| El Pedregal                      |                                                     | El Sar                                      | 742 m   |
| Monte Xesteiras                  |                                                     | Caldas                                      | 717 m   |
| Monte Pendiella                  |                                                     | Sierra de la Loba                           | 712 m   |
| Monte Galiñeiro                  | Vigo                                                | Sierra del Galiñeiro                        | 711 m   |
| Peña Verde                       |                                                     | Sierra de la Loba                           | 709 m   |
| Pena Pombeira                    | Tierra de Lemos                                     | Montes de San Paio                          | 707 m   |
| A Cabana                         |                                                     | El Sar                                      | 705 m   |
| El Serrón del Lobo               |                                                     | Sierra de la Loba                           | 700 m   |
| San Nomedio                      | El Condado                                          | Montes de la Paradanta                      | 690 m   |
| Monte Couso                      | Tierra de Lemos                                     | Sierra de las Peñas                         | 689 m   |
| Iroite                           | El Barbanza                                         | Sierra del Barbanza                         | 687 m   |
| Alto de la Groba                 | Vigo                                                | Sierra de la Groba                          | 662 m   |
| Outeiro Verde                    |                                                     | El Deza / Tabeirós - Tierra de Montes       | 650 m   |
| Cerro de Pereira (A Sierra)      | Tierra de Lemos                                     | Sierra de Auga Levada                       | 648 m   |
| Monte Xiabre                     | Caldas                                              | Sierra del Xiabre                           | 641 m   |
| Alto de la Groba                 |                                                     | Vigo                                        | 632 m   |
| Monte Aloia                      | El Baixo Miño                                       | Sierra del Galiñeiro                        | 629 m   |
| A Moa (Monte Pindo)              | Muros                                               | Montes del Pindo                            | 627 m   |
| Faro de Domaio                   |                                                     | Sierra de Domaio                            | 622 m   |
| Vixía Herbeira                   |                                                     |                                             |         |
| Monte Castrove                   | Pontevedra                                          |                                             | 613 m   |
| Sierra de la Capelada            | 613 m                                               |                                             |         |
| Monte Enxameado                  |                                                     | Betanzos / Tierra de Mellid                 | 602 m   |
| Andraíde                         |                                                     | Meira / Tierra Llana                        | 592 m   |
| Monte Acibal                     | Pontevedra                                          |                                             | 573 m   |
| Mondigo                          |                                                     | La Mariña Oriental                          | 569 m   |
| Covallo                          | Tierra de Lemos                                     | Sierra de la Trapa                          | 564 m   |
| San Trocado                      |                                                     | Comarca del Ribeiro / Carballino            | 550 m   |
| Castro Sevil                     |                                                     | Caldas                                      | 545 m   |
| Monte de la Fracha               | Pontevedra                                          |                                             | 542 m   |
| Monte Enxa                       | Noya                                                | Sierra del Barbanza                         | 538 m   |
| Moncai                           | Tierra de Lemos                                     | Sierra de Moncai                            | 531 m   |
| Pico Sacro                       |                                                     | Santiago                                    | 530 m   |
| Tremuzo                          |                                                     | Comarca de Noya                             | 525 m   |
| Peña Negra                       |                                                     | El Deza                                     | 512 m   |
| Monte Xalo                       |                                                     | La Coruña / Órdenes                         | 510 m   |
| Monte Peñalonga                  |                                                     | La Mariña Oriental                          | 509 m   |
| Monte Alba                       | Vigo                                                | Sierra del Galiñeiro                        | 503 m   |
| La Curota                        | El Barbanza                                         | Sierra del Barbanza                         | 498 m   |
| Monte Pedroso                    |                                                     | Santiago                                    | 461 m   |
| Tralomoredo                      | Tierra de Lemos                                     | Serrón de Guntín                            | 451 m   |
| El Espiño                        | Santiago                                            | Sierra de Ameixenda                         | 424 m   |
| Aguadelo                         | Caldas                                              | Sierra del Xiabre                           | 413 m   |
| Monte Neme                       |                                                     | Comarca de Bergantiños                      | 389 m   |
| Pedrouzos                        | Santiago                                            | Sierra de Ameixenda                         | 385 m   |
| Monte del Gozo                   |                                                     | Santiago                                    | 380 m   |
| Monte de Nenos                   |                                                     | Ferrol                                      | 367 m   |
| San Lois                         | Noya                                                | Sierra del Barbanza                         | 363 m   |
| Coto del Rei                     |                                                     | Ferrol                                      | 356 m   |
| Santa Trega                      |                                                     | El Baixo Miño                               | 341 m   |
| A Peneda                         |                                                     | Vigo                                        | 329 m   |
| Monte Breamo                     |                                                     | El Eume                                     | 305 m   |
| Monte del Viso                   |                                                     | Vigo                                        | 260 m   |
| Monte de Baltar (Outeiro Grande) |                                                     | Vigo                                        | 260 m   |
| A Zapateira                      |                                                     | La Coruña                                   | 236 m   |
| Monte de la Cidá                 |                                                     | Sierra del Barbanza                         | 213 m   |
| Monte Siradella                  |                                                     | El Salnés                                   | 166 m   |
| Monte del Castro                 |                                                     | Vigo                                        | 149 m   |
| Monte de la Guía                 |                                                     | Vigo                                        | 100 m   |

## A
- Monte Acibal, 573m, en el área metropolitana de Pontevedra, en los municipios de Barro, Campo Lameiro y Moraña.
- Monte Alba, 503 m, en la sierra del Gallinero, concretamente en el ayuntamiento de Vigo.
- Monte Aloia, 629 m, en la sierra del Gallinero, concretamente en el término municipal de Tuy.
- Andraíde, 592 m ayuntamiento de Pol y Castro de Rey, haciendo límite entre ambos ayuntamientos.

## B
- Monte Breamo, 305 m, en el ayuntamiento de Puentedeume.

## C
- A Cabana, 705 m, en el ayuntamiento de Rois.
- Cabeza de Manzaneda, 1781 m,[1] en la Chandreja de Queija, límites de los ayuntamientos de Chandreja de Queija, Manzaneda (Orense) y Puebla de Trives.
- El Cuadramón, 1056 m, en la Sierra del Gistral.
- Monte Campelo, 811 m, en el ayuntamiento de Sobrado.
- El Candán, 1015 m, en la Sierra del Candán, límites de los ayuntamientos de Lalín, Silleda y Forcarey.
- El Careón, 798 m, en la sierra del Careón.
- Castro Sevil, 545 m, monte comunal de Xinzo en el ayuntamiento de Cuntis.
- Monte Castrove, 613 m, en el área metropolitana de Pontevedra, en los municipios de Pontevedra, Poyo, Barro y Meis.
- Monte Caxado, 756 m, en la Sierra de Faladoira, concretamente en el ayuntamiento de las Puentes de García Rodríguez.
- El Cepudo, 527 m, en la sierra del Gallinero, concretamente en el ayuntamiento de Vigo.
- El Cuerno Maldito, 1849 m, en la Sierra de Ancares.
- Coto del Rey, 356 m, en el ayuntamiento de Fene, es el punto más alto de este municipio.
- Coto de la Puza, 1027 m, en la sierra del Suído.
- Monte Cueva, 838 m, en la Sierra de la Cueva de la Serpiente.
- Cuíña, 1987 m, pico más alto de la Sierra de Ancares.
- La Curota, 498 m, en la Sierra del Barbanza
- Monte Coco, 969 m. en la Sierra del Candán, límites de los ayuntamientos de Lalín y Forcarey

## D
- Alto de la Devesa, 1603 m, en la Sierra del Caurel.

## E
- El Espino, 424 m, en el ayuntamiento de Ames, pertenece a la Sierra de Ameixenda y es el punto más alto del municipio.

## F
- Faro de Avión, 1154 m, en la sierra del Faro de Avión.
- Monte Faro, 1615 m, en la Sierra del Caurel.
- Monte de la Fracha, 542m, en el área metropolitana de Pontevedra, en los municipios de Pontevedra y Puente Caldelas.
- Faro de Domaio, 622 m, en la sierra de Domaio.
- Monte Faro, 1187 m, en la sierra del Faro.
- Hormigueros, 1639 m, en la Sierra del Caurel.

## G
- Monte Gallinero, 711 m, entre los ayuntamientos de Vigo y Gondomar y en la sierra del incluso nombre.
- Alto de la Groba, 632 m, cota más alta del ayuntamiento de Bayona.

## I
- Iroite, 685 m, en la Sierra del Barbanza.

## L
- Lanza, 1867 m, en la Sierra de Ancares.
- Lomo pequeño, 1015 m, en la Sierra del Gistral, es la cuota más alta del ayuntamiento de Abadín.
- Monte Loureiro, 1076 m, en la sierra del Faro.
- Louro, en el ayuntamiento de Muros.

## M
- Mioteira, 871 m, en la parroquia de Ferreirúa, en el ayuntamiento de Puebla del Brollón.
- Monte Mondigo, 569 m, está en el ayuntamiento de Ribadeo.
- Montouto, 1525 m, en el confín de las provincias de Lugo, Orense y León, en la sierra de los Caballos.
- La Moa, 635 m, nos montes del Pindo, concretamente en el ayuntamiento de Carnota.
- Coto de la Mora, 944 m, entre los ayuntamientos de Quintela de Leirado y Ramiranes en Orense.
- Mustallar, 1935 m, en la Sierra de Ancares.

## N
- Monte Neme, 389 m, en el ayuntamiento de Carballo.
- Monte de Niños, 367 m. Es la cota más alta del ayuntamiento de Narón.
- La Nevosa, 1539 m, en la sierra del Jurés, concretamente en el ayuntamiento de Lobios.

## P
- Paradanta, 954 m, en los montes de la Paradanta, concretamente en el ayuntamiento de la Cañiza.
- El Pedregal, 742 m, en el ayuntamiento de Rois
- Pedrouzos, 385 m, en el ayuntamiento de Ames, pertenece a la Sierra de Ameixenda.
- Peña Negra, 2121 m, en la sierra del Eje.
- Peña Surbia, 2116 m, en la sierra del Eje.
- Peña Trevinca, 2127 m, en la sierra del Eje y situado en el confín de las provincias de Orense, León y Zamora. Es la cota más elevada de toda la Galicia.
- Penagache, 1225 m, entre los ayuntamientos de Camino y Quintela de Leirado en la Sierra de Laboreiro, provincia de Orense.
- Monte Penalonga, 509 m, en el ayuntamiento de Ribadeo.
- Monte Peñarrubia, 1822 m, en la Sierra de Ancares.
- Penas de Pasadama, 1049 m, cuota más alta del municipio de Baleira.
- Monte Pendiella, 712 m, en la sierra de la Loba.
- Monte Pedroso, 461 m, en el ayuntamiento de Santiago de Compostela.
- Piapaxaro, 1619 m, en la sierra del Courel.
- Pico Maluro, 1925 m, en la sierra del Eje, entre los ayuntamientos de la Vega y Carballeda de Valdeorras, ambos en la provincia de Orense.
- El Piornal, 1528 m, en la sierra de la Enciña de la Lastra.
- Monte Pradairo, 1029 m, ayuntamiento de Castroverde.

## R
- Reiteixido, 1540 m, en la sierra de la Enciña de la Lastra.

## S
- Sano Bieito, 1014 m, en la sierra del Candán.
- San Nomedio, 690 m, en los montes de la Paradanta, concretamente en el ayuntamiento de las Nieves.
- El Seixo, 1705 m, en la sierra de Queja.
- El Serrón del Lobo, 700 m, en la sierra de la Loba.
- El Sistil Blanco, 1707 m, en la sierra de la Queja.
- El Suído, 1060 m, en la sierra del Suído.

## T
- Los Tolleiros, 1734 m, en la sierra de la Queja.
- Tres Obispos, 1792 m, en la sierra de los Ancares.
- El Turrieiro, 1612 m, en la sierra de la Enciña de la Lastra.

## U
- Uceiro, 1003 m, nos montes del Testeiro.

## V
- Vigila Herbeira, 613 m, en la sierra de la Capelada.
- Monte del Viso, 260 m, en el ayuntamiento de Redondela.

## X
- Monte Xesteiras, 717 m, en el ayuntamiento de Cuntis.
- Monte Xiabre, 641 m, en el ayuntamiento de Catoira.
- El Gistral, 1032 m, en la Sierra del Gistral.
- El Xubial, 2053 m, en la sierra del Eje.
- Monte Xalo, 510 m, entre Cerceda, Carral y Culleredo.